# 사랑 (1987년 드라마)
《사랑》은 1987년 3월 2일부터 1987년 4월 3일까지 방영된 한국방송공사 TV소설이다.

## 방송 시간
| 방송 채널 | 프로그램    | 방송 기간                         | 방송 시간                                     | 방송 분량 |
| --------- | ----------- | --------------------------------- | --------------------------------------------- | --------- |
| KBS 1TV   | TV소설 사랑 | 1987년 3월 2일 ~ 1987년 3월 13일  | 매주 월요일 ~ 금요일 저녁 7시 25분 ~ 7시 45분 | 20분      |
| KBS 1TV   | TV소설 사랑 | 1987년 3월 17일 ~ 1987년 3월 20일 | 화요일 ~ 금요일 저녁 7시 25분 ~ 7시 45분      | 20분      |
| KBS 1TV   | TV소설 사랑 | 1987년 3월 23일 ~ 1987년 3월 24일 | 월요일 ~ 화요일 저녁 7시 25분 ~ 7시 45분      | 20분      |
| KBS 1TV   | TV소설 사랑 | 1987년 3월 25일                   | 수요일 저녁 7시 10분 ~ 7시 30분               | 20분      |
| KBS 1TV   | TV소설 사랑 | 1987년 3월 26일 ~ 1987년 3월 27일 | 목요일 ~ 금요일 저녁 7시 25분 ~ 7시 45분      | 20분      |
| KBS 1TV   | TV소설 사랑 | 1987년 3월 30일 ~ 1987년 4월 3일  | 월요일 ~ 금요일 저녁 7시 25분 ~ 7시 45분      | 20분      |

## 등장 인물
- 조용원 : 석순옥 역
- 서우림 : 옥남 역
- 임동진 : 안빈 역
- 안해숙 : 세영 역
- 정동환 : 영옥 역
- 김일란 : 미스 정 역
- 최화정 : 인원(간호사) 역
- 최성준 : 허영 역
- 이인숙 : 미스 문 역
- 김희진 : 미스 김 역
- 한현배 : 한부장 역
- 이주원 : 미순 역
- 곽정희 : 오씨 아내 역
- 서상익 : 오씨 역
- 이자람 : 현이 역
- 송수정 : 경애 역

## 결방 사유 및 편성 변경
- 1987년 3월 16일 : 부산사직체육관 천하장사씨름대회 <천하장사 결정전> 중계방송으로 인해 결방

| 한국방송공사 TV소설 | 한국방송공사 TV소설                    | 한국방송공사 TV소설                       |
| 이전 작품           | 작품명                                 | 다음 작품                                 |
| ------------------- | -------------------------------------- | ----------------------------------------- |
| -                   | 사랑 (1987년 3월 2일 ~ 1987년 4월 3일) | 산유화 (1987년 4월 6일 ~ 1987년 5월 14일) |